# Telesterion

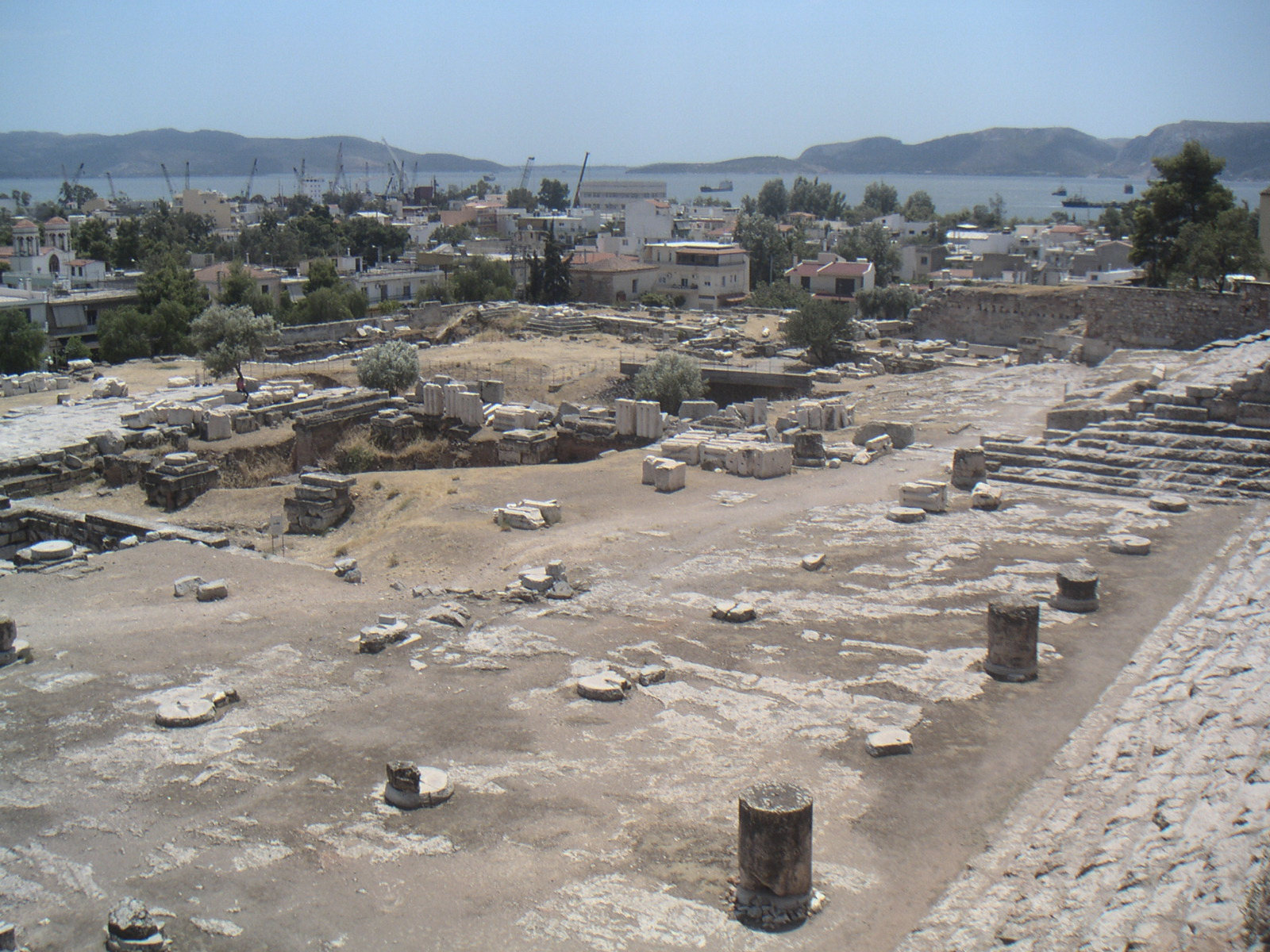
Überrest des Telesterion von Eleusis

Telesterion (altgriechisch τελεστήριον „Ort der Einweihung“) bezeichnete im antiken Griechenland allgemein einen Mysterientempel oder einen Weiheort der eleusinischen Götter Demeter, Persephone und des Dionysos.
Namengebend war das Telesterion von Eleusis, in dem alljährlich die in der antiken Welt berühmten Mysterien von Eleusis stattfanden. Bereits in mykenischer Zeit befand sich an der Stelle eine Weihestätte in Form eines Megarons, das um 600 v. Chr. durch ein nach Norden gerichtetes, größeres Gebäude ersetzt wurde. 
Um 525 v. Chr. errichteten die Peisistratiden einen 27 × 27 Meter großen Kultbau, der den Vorgängerbau als Anaktoron (ἀνάκτορον, „Palast“), das Allerheiligste, in seiner Nordwestecke integrierte. Nach dessen Zerstörung durch die Perser unter Xerxes I. wurde ein Neubau des eleusinischen Heiligtums unter Kimon in Angriff genommen, aber nicht fertiggestellt. In der Zeit des Perikles wurde unter der Leitung von Iktinos ein Neubau geplant und begonnen, nach Planänderungen aber erst unter seinen Nachfolgern im letzten Drittel des 5. Jahrhunderts v. Chr. vollendet. Es handelte sich um einen quadratischen, rund 54 × 54 Meter messenden Kultbau mit flachem Dach, das von 6 × 7 ionischen Säulen getragen wurde, sowie einem großen Innenraum, der von sechs Türen erschlossen wurde und etwa 7000 Besucher fasste. An den Wänden gab es umlaufende Sitzreihen für die Zuschauer bei den Mysterien. In der Mitte befand sich das Anaktoron, bei dem es sich wie bei den Vorgängerbauten um ein schmalrechteckiges Steingebäude handelte, zu dem nur die Priester Zutritt hatten. Im Anaktoron wurden die heiligen Objekte der Demeter aufbewahrt. Um 330 v. Chr. wurde die Anlage von Philon von Eleusis um eine Vorhalle mit 12 dorischen Säulen erweitert. 
Nach dem Einfall der Kostoboken im Jahr 170 n. Chr. und seiner Zerstörung wurde der Tempel letztmals originalgetreu erneuert, bevor die Goten unter Alarich I. im Jahr 395/96 das Heiligtum endgültig verwüsteten, nachdem die Kultfeiern bereits 392 durch den Kaiser Theodosius I. verboten worden waren. Der Kult bestand jedoch weiter bis ins 5. Jahrhundert.
Weitere Telesterien sind bezeugt 
- in Phlya in Attika
- im Heraion von Argos, und
- im Kabirion von Theben.